# Volta ao Algarve de 2018
A 44.ª edição da Volta ao Algarve foi uma corrida de ciclismo de estrada por etapas que se celebrou em Portugal entre 14 e 18 de fevereiro de 2018 sobre um percurso de 773,4 quilómetros dividido em 5 etapas, com início na cidade de Albufeira e final no Alto do Malhão.
A prova pertence ao UCI Europe Tour de 2018 dentro da categoria 2.hc (máxima categoria destes circuitos).
A corrida foi vencida pelo corredor polaco Michał Kwiatkowski da equipa Team Sky, em segundo lugar Geraint Thomas (Sky) e em terceiro lugar Tejay van Garderen (BMC).

## Equipas participantes
Tomaram parte na corrida 25 equipas: 13 de categoria UCI WorldTeam convidados pela organização; 3 de categoria Profissional Continental; e 9 de categoria Continental, formando assim um pelotão de 200 ciclistas dos que acabaram 146. As equipas participantes foram:
| Equipes WorldTeam (13)- BMC Racing Team - Bora-Hansgrohe - Lotto Soudal - Lotto NL-Jumbo - Quick-Step Floors - Dimension Data - Katusha-Alpecin - Team Sunweb - UAE Team Emirates - FDJ - Trek-Segafredo - Sky - Movistar Team Equipes profissionais Continentais (3)- Cofidis, Solutions Crédits - Wanty-Groupe Gobert - Caja Rural-Seguros RGA Equipes Continentais (9)- Efapel - LA Alumínios-Metalusa - Liberty Seguros-Carglass - Miranda-Mortágua - Aviludo-Louletano - RP-Boavista - Vito-Feirense-BlackJack - Sporting-Tavira - W52-FC Porto |
| |

## Percorrido
A Volta ao Algarve dispôs de cinco etapas para um percurso total de 773,4 quilómetros, dividido em duas etapas de montanha, duas etapas planas e uma contrarrelógio individual.
| Etapa | Data    | Percurso              | type                      | Distância (km) | Vencedor           | Líder geral        |
| ----- | ------- | --------------------- | ------------------------- | -------------- | ------------------ | ------------------ |
| 1     | 14 fev. | Albufeira – Lagos     | etapa plana               | 192,6          | Dylan Groenewegen  | Dylan Groenewegen  |
| 2     | 15 fev. | Sagres – Foia         | alta montanha             | 187,9          | Michał Kwiatkowski | Geraint Thomas     |
| 3     | 16 fev. | Lagoa – Lagoa         | contrarrelógio individual | 20,3           | Geraint Thomas     | Geraint Thomas     |
| 4     | 17 fev. | Almodôvar – Tavira    | etapa plana               | 199,2          | Dylan Groenewegen  | Geraint Thomas     |
| 5     | 18 fev. | Faro – Alto do Malhão | média montanha            | 173,5          | Michał Kwiatkowski | Michał Kwiatkowski |

## Desenvolvimento da corrida

### 1.ª etapa
| Albufeira - Lagos | etapa plana | (192,6 km) |

| \| Classificação por etapas \| Classificação por etapas \| Classificação por etapas \| Classificação por etapas \| Classificação por etapas \| \| Ciclista \| Ciclista \| Equipe \| Tempo \| \| \| ------------------------ \| ------------------------ \| -------------------------- \| ------------------------ \| ------------------------ \| \| 1. \| Dylan Groenewegen \| LottoNL-Jumbo \| 4h47m58s \| \| \| 2. \| Arnaud Démare \| FDJ \| + 0s \| \| \| 3. \| Hugo Hofstetter \| Cofidis, Solutions Crédits \| + 0s \| \| \| 4. \| Timothy Dupont \| Wanty-Groupe Gobert \| + 0s \| \| \| 5. \| Jürgen Roelandts \| BMC Racing Team \| + 0s \| \| \| 6. \| John Degenkolb \| Trek-Segafredo \| + 0s \| \| \| 7. \| Jens Keukeleire \| Lotto-Soudal \| + 0s \| \| \| 8. \| Matteo Pelucchi \| Bora-Hansgrohe \| + 0s \| \| \| 9. \| Yves Lampaert \| Quick-Step Floors \| + 0s \| \| \| 10. \| Luís Mendonça \| Aviludo-Louletano-Uli \| + 0s \| \| |                   |                            |          |
| |                   |                            |          |
| |                   |                            |          |
| Classificação por etapas |                   |                            |          |
| Ciclista | Ciclista          | Equipe                     | Tempo    |
| 1. | Dylan Groenewegen | LottoNL-Jumbo              | 4h47m58s |
| 2. | Arnaud Démare     | FDJ                        | + 0s     |
| 3. | Hugo Hofstetter   | Cofidis, Solutions Crédits | + 0s     |
| 4. | Timothy Dupont    | Wanty-Groupe Gobert        | + 0s     |
| 5. | Jürgen Roelandts  | BMC Racing Team            | + 0s     |
| 6. | John Degenkolb    | Trek-Segafredo             | + 0s     |
| 7. | Jens Keukeleire   | Lotto-Soudal               | + 0s     |
| 8. | Matteo Pelucchi   | Bora-Hansgrohe             | + 0s     |
| 9. | Yves Lampaert     | Quick-Step Floors          | + 0s     |
| 10. | Luís Mendonça     | Aviludo-Louletano-Uli      | + 0s     |

| \| Classificação geral \| Classificação geral \| Classificação geral \| Classificação geral \| Classificação geral \| \| Ciclista \| Ciclista \| Equipe \| Tempo \| \| \| ------------------- \| ------------------- \| -------------------------- \| ------------------- \| ------------------- \| \| 1. \| Dylan Groenewegen \| LottoNL-Jumbo \| 4h47m58s \| \| \| 2. \| Arnaud Démare \| FDJ \| + 0s \| \| \| 3. \| Hugo Hofstetter \| Cofidis, Solutions Crédits \| + 0s \| \| \| 4. \| Timothy Dupont \| Wanty-Groupe Gobert \| + 0s \| \| \| 5. \| Jürgen Roelandts \| BMC Racing Team \| + 0s \| \| \| 6. \| John Degenkolb \| Trek-Segafredo \| + 0s \| \| \| 7. \| Jens Keukeleire \| Lotto-Soudal \| + 0s \| \| \| 8. \| Matteo Pelucchi \| Bora-Hansgrohe \| + 0s \| \| \| 9. \| Yves Lampaert \| Quick-Step Floors \| + 0s \| \| \| 10. \| Luís Mendonça \| Aviludo-Louletano-Uli \| + 0s \| \| |                   |                            |          |
| |                   |                            |          |
| |                   |                            |          |
| Classificação geral |                   |                            |          |
| Ciclista | Ciclista          | Equipe                     | Tempo    |
| 1. | Dylan Groenewegen | LottoNL-Jumbo              | 4h47m58s |
| 2. | Arnaud Démare     | FDJ                        | + 0s     |
| 3. | Hugo Hofstetter   | Cofidis, Solutions Crédits | + 0s     |
| 4. | Timothy Dupont    | Wanty-Groupe Gobert        | + 0s     |
| 5. | Jürgen Roelandts  | BMC Racing Team            | + 0s     |
| 6. | John Degenkolb    | Trek-Segafredo             | + 0s     |
| 7. | Jens Keukeleire   | Lotto-Soudal               | + 0s     |
| 8. | Matteo Pelucchi   | Bora-Hansgrohe             | + 0s     |
| 9. | Yves Lampaert     | Quick-Step Floors          | + 0s     |
| 10. | Luís Mendonça     | Aviludo-Louletano-Uli      | + 0s     |

### 2.ª etapa
| Sagres - Foia | alta montanha | (187,9 km) |

| \| Classificação por etapas \| Classificação por etapas \| Classificação por etapas \| Classificação por etapas \| Classificação por etapas \| \| Ciclista \| Ciclista \| Equipe \| Tempo \| \| \| ------------------------ \| ------------------------ \| ------------------------ \| ------------------------ \| ------------------------ \| \| 1. \| Michał Kwiatkowski \| Team Sky \| 4h49m51s \| \| \| 2. \| Bauke Mollema \| Trek-Segafredo \| + 0s \| \| \| 3. \| Geraint Thomas \| Team Sky \| + 0s \| \| \| 4. \| Daniel Martin \| UAE Team Emirates \| + 0s \| \| \| 5. \| Jaime Rosón \| Movistar Team \| + 0s \| \| \| 6. \| Patrick Konrad \| Bora-Hansgrohe \| + 3s \| \| \| 7. \| Bob Jungels \| Quick-Step Floors \| + 3s \| \| \| 8. \| Pieter Serry \| Quick-Step Floors \| + 3s \| \| \| 9. \| Vicente García de Mateos \| Aviludo-Louletano-Uli \| + 3s \| \| \| 10. \| Richie Porte \| BMC Racing Team \| + 3s \| \| |                          |                       |          |
| |                          |                       |          |
| |                          |                       |          |
| Classificação por etapas |                          |                       |          |
| Ciclista | Ciclista                 | Equipe                | Tempo    |
| 1. | Michał Kwiatkowski       | Team Sky              | 4h49m51s |
| 2. | Bauke Mollema            | Trek-Segafredo        | + 0s     |
| 3. | Geraint Thomas           | Team Sky              | + 0s     |
| 4. | Daniel Martin            | UAE Team Emirates     | + 0s     |
| 5. | Jaime Rosón              | Movistar Team         | + 0s     |
| 6. | Patrick Konrad           | Bora-Hansgrohe        | + 3s     |
| 7. | Bob Jungels              | Quick-Step Floors     | + 3s     |
| 8. | Pieter Serry             | Quick-Step Floors     | + 3s     |
| 9. | Vicente García de Mateos | Aviludo-Louletano-Uli | + 3s     |
| 10. | Richie Porte             | BMC Racing Team       | + 3s     |

| \| Classificação geral \| Classificação geral \| Classificação geral \| Classificação geral \| Classificação geral \| \| Ciclista \| Ciclista \| Equipe \| Tempo \| \| \| ------------------- \| ------------------------ \| --------------------- \| ------------------- \| ------------------- \| \| 1. \| Geraint Thomas \| Team Sky \| 9h37m49s \| \| \| 2. \| Jaime Rosón \| Movistar Team \| + 0s \| \| \| 3. \| Michał Kwiatkowski \| Team Sky \| + 0s \| \| \| 4. \| Daniel Martin \| UAE Team Emirates \| + 0s \| \| \| 5. \| Bauke Mollema \| Trek-Segafredo \| + 0s \| \| \| 6. \| Patrick Konrad \| Bora-Hansgrohe \| + 3s \| \| \| 7. \| Bob Jungels \| Quick-Step Floors \| + 3s \| \| \| 8. \| Pieter Serry \| Quick-Step Floors \| + 3s \| \| \| 9. \| Vicente García de Mateos \| Aviludo-Louletano-Uli \| + 3s \| \| \| 10. \| Louis Meintjes \| Dimension Data \| + 3s \| \| |                          |                       |          |
| |                          |                       |          |
| |                          |                       |          |
| Classificação geral |                          |                       |          |
| Ciclista | Ciclista                 | Equipe                | Tempo    |
| 1. | Geraint Thomas           | Team Sky              | 9h37m49s |
| 2. | Jaime Rosón              | Movistar Team         | + 0s     |
| 3. | Michał Kwiatkowski       | Team Sky              | + 0s     |
| 4. | Daniel Martin            | UAE Team Emirates     | + 0s     |
| 5. | Bauke Mollema            | Trek-Segafredo        | + 0s     |
| 6. | Patrick Konrad           | Bora-Hansgrohe        | + 3s     |
| 7. | Bob Jungels              | Quick-Step Floors     | + 3s     |
| 8. | Pieter Serry             | Quick-Step Floors     | + 3s     |
| 9. | Vicente García de Mateos | Aviludo-Louletano-Uli | + 3s     |
| 10. | Louis Meintjes           | Dimension Data        | + 3s     |

### 3.ª etapa
| Lagoa - Lagoa | contrarrelógio individual | (20,3 km) |

| \| Classificação por etapas \| Classificação por etapas \| Classificação por etapas \| Classificação por etapas \| Classificação por etapas \| \| Ciclista \| Ciclista \| Equipe \| Tempo \| \| \| ------------------------ \| ------------------------ \| ------------------------ \| ------------------------ \| ------------------------ \| \| 1. \| Geraint Thomas \| Team Sky \| 24m09s \| \| \| 2. \| Victor Campenaerts \| Lotto-Soudal \| + 11s \| \| \| 3. \| Stefan Küng \| BMC Racing Team \| + 19s \| \| \| 4. \| Michał Kwiatkowski \| Team Sky \| + 22s \| \| \| 5. \| Nelson Oliveira \| Movistar Team \| + 22s \| \| \| 6. \| Tony Martin \| Katusha-Alpecin \| + 27s \| \| \| 7. \| Tejay van Garderen \| BMC Racing Team \| + 47s \| \| \| 8. \| Bob Jungels \| Quick-Step Floors \| + 49s \| \| \| 9. \| Vasil Kiryienka \| Team Sky \| + 50s \| \| \| 10. \| Łukasz Wiśniowski \| Team Sky \| + 51s \| \| |                    |                   |        |
| |                    |                   |        |
| |                    |                   |        |
| Classificação por etapas |                    |                   |        |
| Ciclista | Ciclista           | Equipe            | Tempo  |
| 1. | Geraint Thomas     | Team Sky          | 24m09s |
| 2. | Victor Campenaerts | Lotto-Soudal      | + 11s  |
| 3. | Stefan Küng        | BMC Racing Team   | + 19s  |
| 4. | Michał Kwiatkowski | Team Sky          | + 22s  |
| 5. | Nelson Oliveira    | Movistar Team     | + 22s  |
| 6. | Tony Martin        | Katusha-Alpecin   | + 27s  |
| 7. | Tejay van Garderen | BMC Racing Team   | + 47s  |
| 8. | Bob Jungels        | Quick-Step Floors | + 49s  |
| 9. | Vasil Kiryienka    | Team Sky          | + 50s  |
| 10. | Łukasz Wiśniowski  | Team Sky          | + 51s  |

| \| Classificação geral \| Classificação geral \| Classificação geral \| Classificação geral \| Classificação geral \| \| Ciclista \| Ciclista \| Equipe \| Tempo \| \| \| ------------------- \| --------------------- \| ------------------- \| ------------------- \| ------------------- \| \| 1. \| Geraint Thomas \| Team Sky \| 10h01m58s \| \| \| 2. \| Michał Kwiatkowski \| Team Sky \| + 22s \| \| \| 3. \| Nelson Oliveira \| Movistar Team \| + 32s \| \| \| 4. \| Bob Jungels \| Quick-Step Floors \| + 52s \| \| \| 5. \| Tejay van Garderen \| BMC Racing Team \| + 53s \| \| \| 6. \| Bauke Mollema \| Trek-Segafredo \| + 1m01s \| \| \| 7. \| Jaime Rosón \| Movistar Team \| + 1m18s \| \| \| 8. \| Maximilian Schachmann \| Quick-Step Floors \| + 1m19s \| \| \| 9. \| Felix Großschartner \| Bora-Hansgrohe \| + 1m20s \| \| \| 10. \| Vasil Kiryienka \| Team Sky \| + 1m24s \| \| |                       |                   |           |
| |                       |                   |           |
| |                       |                   |           |
| Classificação geral |                       |                   |           |
| Ciclista | Ciclista              | Equipe            | Tempo     |
| 1. | Geraint Thomas        | Team Sky          | 10h01m58s |
| 2. | Michał Kwiatkowski    | Team Sky          | + 22s     |
| 3. | Nelson Oliveira       | Movistar Team     | + 32s     |
| 4. | Bob Jungels           | Quick-Step Floors | + 52s     |
| 5. | Tejay van Garderen    | BMC Racing Team   | + 53s     |
| 6. | Bauke Mollema         | Trek-Segafredo    | + 1m01s   |
| 7. | Jaime Rosón           | Movistar Team     | + 1m18s   |
| 8. | Maximilian Schachmann | Quick-Step Floors | + 1m19s   |
| 9. | Felix Großschartner   | Bora-Hansgrohe    | + 1m20s   |
| 10. | Vasil Kiryienka       | Team Sky          | + 1m24s   |

### 4.ª etapa
| Almodôvar - Tavira | etapa plana | (199,2 km) |

| \| Classificação por etapas \| Classificação por etapas \| Classificação por etapas \| Classificação por etapas \| Classificação por etapas \| \| Ciclista \| Ciclista \| Equipe \| Tempo \| \| \| ------------------------ \| ------------------------ \| -------------------------- \| ------------------------ \| ------------------------ \| \| 1. \| Dylan Groenewegen \| LottoNL-Jumbo \| 4h33m49s \| \| \| 2. \| Matteo Pelucchi \| Bora-Hansgrohe \| + 0s \| \| \| 3. \| John Degenkolb \| Trek-Segafredo \| + 0s \| \| \| 4. \| Florian Sénéchal \| Quick-Step Floors \| + 0s \| \| \| 5. \| Jürgen Roelandts \| BMC Racing Team \| + 0s \| \| \| 6. \| Timothy Dupont \| Wanty-Groupe Gobert \| + 0s \| \| \| 7. \| Hugo Hofstetter \| Cofidis, Solutions Crédits \| + 0s \| \| \| 8. \| Jasper De Buyst \| Lotto-Soudal \| + 0s \| \| \| 9. \| Loïc Vliegen \| BMC Racing Team \| + 0s \| \| \| 10. \| Michał Kwiatkowski \| Team Sky \| + 0s \| \| |                    |                            |          |
| |                    |                            |          |
| |                    |                            |          |
| Classificação por etapas |                    |                            |          |
| Ciclista | Ciclista           | Equipe                     | Tempo    |
| 1. | Dylan Groenewegen  | LottoNL-Jumbo              | 4h33m49s |
| 2. | Matteo Pelucchi    | Bora-Hansgrohe             | + 0s     |
| 3. | John Degenkolb     | Trek-Segafredo             | + 0s     |
| 4. | Florian Sénéchal   | Quick-Step Floors          | + 0s     |
| 5. | Jürgen Roelandts   | BMC Racing Team            | + 0s     |
| 6. | Timothy Dupont     | Wanty-Groupe Gobert        | + 0s     |
| 7. | Hugo Hofstetter    | Cofidis, Solutions Crédits | + 0s     |
| 8. | Jasper De Buyst    | Lotto-Soudal               | + 0s     |
| 9. | Loïc Vliegen       | BMC Racing Team            | + 0s     |
| 10. | Michał Kwiatkowski | Team Sky                   | + 0s     |

| \| Classificação geral \| Classificação geral \| Classificação geral \| Classificação geral \| Classificação geral \| \| Ciclista \| Ciclista \| Equipe \| Tempo \| \| \| ------------------- \| --------------------- \| ------------------- \| ------------------- \| ------------------- \| \| 1. \| Geraint Thomas \| Team Sky \| 14h35m50s \| \| \| 2. \| Michał Kwiatkowski \| Team Sky \| + 19s \| \| \| 3. \| Nelson Oliveira \| Movistar Team \| + 32s \| \| \| 4. \| Bob Jungels \| Quick-Step Floors \| + 52s \| \| \| 5. \| Tejay van Garderen \| BMC Racing Team \| + 53s \| \| \| 6. \| Bauke Mollema \| Trek-Segafredo \| + 1m01s \| \| \| 7. \| Jaime Rosón \| Movistar Team \| + 1m18s \| \| \| 8. \| Maximilian Schachmann \| Quick-Step Floors \| + 1m19s \| \| \| 9. \| Felix Großschartner \| Bora-Hansgrohe \| + 1m20s \| \| \| 10. \| Vasil Kiryienka \| Team Sky \| + 1m24s \| \| |                       |                   |           |
| |                       |                   |           |
| |                       |                   |           |
| Classificação geral |                       |                   |           |
| Ciclista | Ciclista              | Equipe            | Tempo     |
| 1. | Geraint Thomas        | Team Sky          | 14h35m50s |
| 2. | Michał Kwiatkowski    | Team Sky          | + 19s     |
| 3. | Nelson Oliveira       | Movistar Team     | + 32s     |
| 4. | Bob Jungels           | Quick-Step Floors | + 52s     |
| 5. | Tejay van Garderen    | BMC Racing Team   | + 53s     |
| 6. | Bauke Mollema         | Trek-Segafredo    | + 1m01s   |
| 7. | Jaime Rosón           | Movistar Team     | + 1m18s   |
| 8. | Maximilian Schachmann | Quick-Step Floors | + 1m19s   |
| 9. | Felix Großschartner   | Bora-Hansgrohe    | + 1m20s   |
| 10. | Vasil Kiryienka       | Team Sky          | + 1m24s   |

### 5.ª etapa
| Faro - Alto do Malhão | média montanha | (173,5 km) |

| \| Classificação por etapas \| Classificação por etapas \| Classificação por etapas \| Classificação por etapas \| Classificação por etapas \| \| Ciclista \| Ciclista \| Equipe \| Tempo \| \| \| ------------------------ \| ------------------------ \| ------------------------ \| ------------------------ \| ------------------------ \| \| 1. \| Michał Kwiatkowski \| Team Sky \| 4h18m02s \| \| \| 2. \| Ruben Guerreiro \| Trek-Segafredo \| + 4s \| \| \| 3. \| Serge Pauwels \| Dimension Data \| + 8s \| \| \| 4. \| Stefan Küng \| BMC Racing Team \| + 13s \| \| \| 5. \| Cesare Benedetti \| Bora-Hansgrohe \| + 15s \| \| \| 6. \| Dion Smith \| Wanty-Groupe Gobert \| + 17s \| \| \| 7. \| Simon Geschke \| Team Sunweb \| + 17s \| \| \| 8. \| Julen Amézqueta \| Caja Rural-Seguros RGA \| + 23s \| \| \| 9. \| Ben Swift \| UAE Team Emirates \| + 29s \| \| \| 10. \| Frederik Backaert \| Wanty-Groupe Gobert \| + 35s \| \| |                    |                        |          |
| |                    |                        |          |
| |                    |                        |          |
| Classificação por etapas |                    |                        |          |
| Ciclista | Ciclista           | Equipe                 | Tempo    |
| 1. | Michał Kwiatkowski | Team Sky               | 4h18m02s |
| 2. | Ruben Guerreiro    | Trek-Segafredo         | + 4s     |
| 3. | Serge Pauwels      | Dimension Data         | + 8s     |
| 4. | Stefan Küng        | BMC Racing Team        | + 13s    |
| 5. | Cesare Benedetti   | Bora-Hansgrohe         | + 15s    |
| 6. | Dion Smith         | Wanty-Groupe Gobert    | + 17s    |
| 7. | Simon Geschke      | Team Sunweb            | + 17s    |
| 8. | Julen Amézqueta    | Caja Rural-Seguros RGA | + 23s    |
| 9. | Ben Swift          | UAE Team Emirates      | + 29s    |
| 10. | Frederik Backaert  | Wanty-Groupe Gobert    | + 35s    |

## Classificações finais
- As classificações finalizaram da seguinte forma:[8]

### Classificação geral
| \| Classificação geral \| Classificação geral \| Classificação geral \| Classificação geral \| Classificação geral \| \| Ciclista \| Ciclista \| Equipe \| Tempo \| \| \| ------------------- \| --------------------- \| ------------------- \| ------------------- \| ------------------- \| \| 1. \| Michał Kwiatkowski \| Team Sky \| 18h54m11s \| \| \| 2. \| Geraint Thomas \| Team Sky \| + 1m31s \| \| \| 3. \| Tejay van Garderen \| BMC Racing Team \| + 2m16s \| \| \| 4. \| Bauke Mollema \| Trek-Segafredo \| + 2m22s \| \| \| 5. \| Bob Jungels \| Quick-Step Floors \| + 2m33s \| \| \| 6. \| Jaime Rosón \| Movistar Team \| + 2m49s \| \| \| 7. \| Maximilian Schachmann \| Quick-Step Floors \| + 2m50s \| \| \| 8. \| Serge Pauwels \| Dimension Data \| + 2m50s \| \| \| 9. \| Felix Großschartner \| Bora-Hansgrohe \| + 2m51s \| \| \| 10. \| Nelson Oliveira \| Movistar Team \| + 2m54s \| \| |                       |                   |           |
| |                       |                   |           |
| Fonte: ProCyclingStats |                       |                   |           |
| Classificação geral |                       |                   |           |
| Ciclista | Ciclista              | Equipe            | Tempo     |
| 1. | Michał Kwiatkowski    | Team Sky          | 18h54m11s |
| 2. | Geraint Thomas        | Team Sky          | + 1m31s   |
| 3. | Tejay van Garderen    | BMC Racing Team   | + 2m16s   |
| 4. | Bauke Mollema         | Trek-Segafredo    | + 2m22s   |
| 5. | Bob Jungels           | Quick-Step Floors | + 2m33s   |
| 6. | Jaime Rosón           | Movistar Team     | + 2m49s   |
| 7. | Maximilian Schachmann | Quick-Step Floors | + 2m50s   |
| 8. | Serge Pauwels         | Dimension Data    | + 2m50s   |
| 9. | Felix Großschartner   | Bora-Hansgrohe    | + 2m51s   |
| 10. | Nelson Oliveira       | Movistar Team     | + 2m54s   |

### Classificação da montanha
| Classificação da montanha | Classificação da montanha | Classificação da montanha | Classificação da montanha | Classificação da montanha |
| Ciclista                  | Ciclista                  | Equipe                    | Pontos                    |                           |
| ------------------------- | ------------------------- | ------------------------- | ------------------------- | ------------------------- |
| 1.                        | Benjamin King             | Dimension Data            | 21 pts                    |                           |
| 2.                        | Michał Kwiatkowski        | Team Sky                  | 19 pts                    |                           |
| 3.                        | Lukas Pöstlberger         | Bora-Hansgrohe            | 11 pts                    |                           |
| 4.                        | João Rodrigues            | W52-FC Porto              | 11 pts                    |                           |
| 5.                        | Serge Pauwels             | Dimension Data            | 11 pts                    |                           |
| 6.                        | Ricardo Mestre            | W52-FC Porto              | 9 pts                     |                           |
| 7.                        | Bauke Mollema             | Trek-Segafredo            | 8 pts                     |                           |
| 8.                        | Yves Lampaert             | Quick-Step Floors         | 7 pts                     |                           |
| 9.                        | Geraint Thomas            | Team Sky                  | 6 pts                     |                           |
| 10.                       | Stefan Küng               | BMC Racing Team           | 5 pts                     |                           |

### Classificação dos pontos
| Classificação por pontos | Classificação por pontos | Classificação por pontos | Classificação por pontos | Classificação por pontos |
| Ciclista                 | Ciclista                 | Equipe                   | Pontos                   |                          |
| ------------------------ | ------------------------ | ------------------------ | ------------------------ | ------------------------ |
| 1.                       | Michał Kwiatkowski       | Team Sky                 | 51 pts                   |                          |
| 2.                       | Dylan Groenewegen        | LottoNL-Jumbo            | 50 pts                   |                          |
| 3.                       | John Degenkolb           | Trek-Segafredo           | 24 pts                   |                          |
| 4.                       | Matteo Pelucchi          | Bora-Hansgrohe           | 24 pts                   |                          |
| 5.                       | Timothy Dupont           | Wanty-Groupe Gobert      | 21 pts                   |                          |
| 6.                       | Bauke Mollema            | Trek-Segafredo           | 20 pts                   |                          |
| 7.                       | Ruben Guerreiro          | Trek-Segafredo           | 20 pts                   |                          |
| 8.                       | Arnaud Démare            | FDJ                      | 20 pts                   |                          |
| 9.                       | Jürgen Roelandts         | BMC Racing Team          | 20 pts                   |                          |
| 10.                      | Geraint Thomas           | Team Sky                 | 16 pts                   |                          |

### Classificação dos jovens
| Classificação dos jovens | Classificação dos jovens | Classificação dos jovens | Classificação dos jovens | Classificação dos jovens |
| Ciclista                 | Ciclista                 | Equipe                   | Tempo                    |                          |
| ------------------------ | ------------------------ | ------------------------ | ------------------------ | ------------------------ |
| 1.                       | Sam Oomen                | Team Sunweb              | 18h57m35s                |                          |
| 2.                       | André Carvalho           | Liberty Seguros-Carglass | + 5m39s                  |                          |
| 3.                       | Lennard Kämna            | Team Sunweb              | + 7m02s                  |                          |
| 4.                       | André Crispim            | Liberty Seguros-Carglass | + 8m57s                  |                          |
| 5.                       | Xuban Errazkin           | Vito-Feirense-BlackJack  | + 10m33s                 |                          |
| 6.                       | Hugo Nunes               | Miranda-Mortágua         | + 10m40s                 |                          |
| 7.                       | Jai Hindley              | Team Sunweb              | + 10m41s                 |                          |
| 8.                       | Gonçalo Carvalho         | Miranda-Mortágua         | + 12m07s                 |                          |
| 9.                       | Jorge Magalhães          | Miranda-Mortágua         | + 15m26s                 |                          |
| 10.                      | Gaspar Gonçalves         | Liberty Seguros-Carglass | + 16m01s                 |                          |

## Evolução das classificações
| Etapa (Vencedor)               | Classificação geral | Classificação da montanha | Classificação por pontos | Classificação dos jovens | Classificação por equipas |
| ------------------------------ | ------------------- | ------------------------- | ------------------------ | ------------------------ | ------------------------- |
| 1.ª etapa (Dylan Groenewegen)  | Dylan Groenewegen   | João Rodrigues            | Dylan Groenewegen        | Sam Oomen                | Quick-Step Floors         |
| 2.ª etapa (Michał Kwiatkowski) | Geraint Thomas      | Benjamin King             | Michał Kwiatkowski       | Sam Oomen                | Quick-Step Floors         |
| 3.ª etapa (Geraint Thomas)     | Geraint Thomas      | Benjamin King             | Michał Kwiatkowski       | Sam Oomen                | Sky                       |
| 4.ª etapa (Dylan Groenewegen)  | Geraint Thomas      | Benjamin King             | Dylan Groenewegen        | Sam Oomen                | Sky                       |
| 5.ª etapa (Michał Kwiatkowski) | Michał Kwiatkowski  | Benjamin King             | Michał Kwiatkowski       | Sam Oomen                | Sky                       |
| Final                          | Michał Kwiatkowski  | Benjamin King             | Michał Kwiatkowski       | Sam Oomen                | Sky                       |

## UCI World Ranking
A Volta ao Algarve outorgou pontos para o UCI Europe Tour de 2018 e o UCI World Ranking, este último para corredores das equipas nas categorias UCI WorldTeam, Profissional Continental e Continental. As seguintes tabelas mostram o barómetro de pontuação e os 10 corredores que obtiveram mais pontos:
| Posição             | 1.ª | 2.ª | 3.ª | 4.ª | 5.ª | 6.ª | 7.ª | 8.ª | 9.ª | 10.ª | 11.ª | 12.ª | 13.ª | 14.ª | 15.ª | 16.ª-30.ª | 31.ª-40.ª |
| Classificação geral | 200 | 150 | 125 | 100 | 85  | 70  | 60  | 50  | 40  | 35   | 30   | 25   | 20   | 15   | 10   | 5         | 3         |
| Por etapa           | 20  | 10  | 5   |     |     |     |     |     |     |      |      |      |      |      |      |           |           |
| Líder               | 5   |     |     |     |     |     |     |     |     |      |      |      |      |      |      |           |           |

| Classificação | Classificação         | Classificação     | Classificação | Classificação | Classificação | Classificação |
| Posição       | Ciclista              | Equipa            | Geral         | Etapa         | Líder         | Total         |
| ------------- | --------------------- | ----------------- | ------------- | ------------- | ------------- | ------------- |
| 1.º           | Michał Kwiatkowski    | Sky               | 200           | 40            | -             | 240           |
| 2.º           | Geraint Thomas        | Sky               | 150           | 25            | 15            | 190           |
| 3.º           | Tejay van Garderen    | BMC Racing        | 125           | -             | -             | 125           |
| 4.º           | Bauke Mollema         | Trek-Segafredo    | 100           | 10            | -             | 110           |
| 5.º           | Bob Jungels           | Quick-Step Floors | 85            | -             | -             | 85            |
| 6.º           | Jaime Rosón           | Movistar          | 70            | -             | -             | 70            |
| 7.º           | Maximilian Schachmann | Quick-Step Floors | 60            | -             | -             | 60            |
| 8.º           | Serge Pauwels         | Dimension Data    | 50            | 5             | -             | 55            |
| 9.º           | Dylan Groenewegen     | LottoNL-Jumbo     | -             | 40            | 5             | 45            |
| 10.º          | Felix Großschartner   | Bora-Hansgrohe    | 40            | -             | -             | 40            |